# Barbers Anemonenfisch
Barbers Anemonenfisch (Amphiprion barberi) ist eine Anemonenfischart die in den Korallenriffen der Fidschiinseln, Tongas und Samoas vorkommt. Sie wurde erst 2008 beschrieben und zu Ehren von Dr. Paul Barber von der Boston University benannt. Dies in Anerkennung seiner Beiträge zum Verständnis der genetischen Verwandtschaft unter verschiedenen, die Korallenriffe des Indopazifik bewohnenden Organismen.

## Merkmale
Das größte Typusexemplar von Amphiprion barberi hatte eine Länge von 8,6 cm. Amphiprion barberi ähnelt stark dem westpazifischen Schwarzflossen-Anemonenfisch (Amphiprion melanopus), unterscheidet sich von diesem aber durch seinen eher rötlich-orangen Rumpf (dunkelbraun bis schwärzlich bei A. melanopus), die 11 bis 19 Spinulae (kleine Dörnchen) oberhalb des Kiemendeckels (19 bis 26 bei A. melanopus) und durch genetischen Daten. Wie bei A. melanopus zieht sich direkt hinter dem Auge ein breiter, weißblauer Querstreifen über den Kopf, dessen größte Breite dem Augendurchmesser entspricht. Auch die Flossen sind rötlich. Die Körperlänge beträgt das 1,7- bis 1,9-Fache der Körperhöhe.
- Flossenformel: Dorsale X/16–18; Anale II/14; Pectorale 18 (17).
- Schuppenformel: SL 36–43.

## Lebensweise
Barbers Anemonenfisch lebt eng an Korallenriffe gebunden in Wassertiefen von 2 bis 10 Metern. Wie alle Anemonenfische lebt er mit großen Seeanemonen, der Blasenanemone (Entacmaea quadricolor) und der Lederanemone (Heteractis crispa), in Symbiose. Die Fische schwimmen üblicherweise in kleinen Gruppen ein kurzes Stück über ihre Symbioseanemonen und fressen Zooplankton. Sie sind brutpflegend und kleben ihre Eier, die vom Männchen bewacht werden, auf ein festes Substrat.